# Challenger de Liberec 2024
El torneo Svijany Open 2024 fue un torneo de tenis perteneció al ATP Challenger Tour 2024 en la categoría Challenger 75. Se trató de la 11ª edición; el torneo tuvo lugar en la ciudad de Liberec (República Checa), desde el 29 de julio hasta el 4 de agosto de 2024 sobre pista de tierra batida al aire libre.

## Jugadores participantes del cuadro de individuales
| Preclasificado | País                       | Jugador                   | Rank1 | Posición en el torneo |
| 1              | Bandera de Bolivia         | Hugo Dellien              | 141   | CAMPEÓN               |
| 2              | Bandera de Estados Unidos  | Nicolas Moreno de Alboran | 143   | Semifinales           |
| 3              | Bandera de Rumania         | Filip Cristian Jianu      | 239   | Segunda ronda         |
| 4              | Bandera de República Checa | Jiří Veselý               | 260   | Primera ronda         |
| 5              | Bandera de Turquía         | Ergi Kırkın               | 262   | Primera ronda         |
| 6              | Bandera de Francia         | Geoffrey Blancaneaux      | 269   | Cuartos de final      |
| 7              | Bandera de Suiza           | Jérôme Kym                | 278   | Segunda ronda         |
| 8              | Bandera de República Checa | Michael Vrbenský          | 279   | Cuartos de final      |

- 1 Se ha tomado en cuenta el ranking del 22 de julio de 2024.

### Otros participantes
Los siguientes jugadores recibieron una invitación (wild card), por lo tanto ingresan directamente al cuadro principal (WC):
- Martin Krumich
- Jan Kumstát
- Jakub Nicod

Los siguientes jugadores ingresan al cuadro principal tras disputar el cuadro clasificatorio (Q):
- Jonáš Forejtek
- Martin Kližan
- Neil Oberleitner
- Mili Poljičak
- Oleg Prihodko
- Juan Bautista Torres

## Campeones

### Individual Masculino
- Hugo Dellien derrotó en la final a  Elmer Møller por 5–7, 6–4, 6–1

### Dobles Masculino
- Jonáš Forejtek /  Michael Vrbenský derrotaron en la final a  Miloš Karol /  Tomáš Láník por 7–5, 6–7(5), [10–4]